# يوجين فيوليه لو دوك
 يوجين إيمانويل فيوليه لو دوك (بالفرنسيّة: Eugène Emmanuel Viollet-le-Duc؛ 27 كانون الثاني/ يناير 1814 - 17 أيلول/ سبتمبر 1879) هو معمار ومُنظِّر فرنسي كان واحدًا من أهم الشخصيات في مجال الترميم المعماري بالقرن التاسع عشر، وكان معروفًا بتجديد وصيانة العديد من المباني الهامة، وخاصةً في فرنسا. كما كان معروفًا بأنه أحد أهم الشخصيات في حركة الإحياء القوطي، وعمل على الترويج لها في مجال العمارة. يُعتبر فيوليه لو دوك من رواد المدرسة التحليليّة والوظيفيّة.

## السيرة المهنية
بدأ فيوليه لو دوك تعليمه في فونتاي أوغوز في فرنسا عام 1825. عاد إلى باريس في عام 1829 كطالب في كلية دي بوربون. وقد اجتاز امتحانات البكالوريا في عام 1830. ولقد حثّه عمّه على الدخول إلى مدرسة الفنون الجميلة، التي تم إنشاؤها في عام 1806، ولكن المدرسة كان لديها نظام جامد للغاية يعتمد بشكل كامل على نسخ النماذج الكلاسيكيّة، والتي لم يكن يوجين مهتمًا بها. وبدلاً من ذلك، قرّر الحصول على خبرة عمليّة في المكاتب المعماريّة لكل من جاك-ماري هوف وأخيلي ليكلير، وقد خصّص الكثير من وقته لرسم الكنائس والآثار من العصور الوسطى حول باريس.

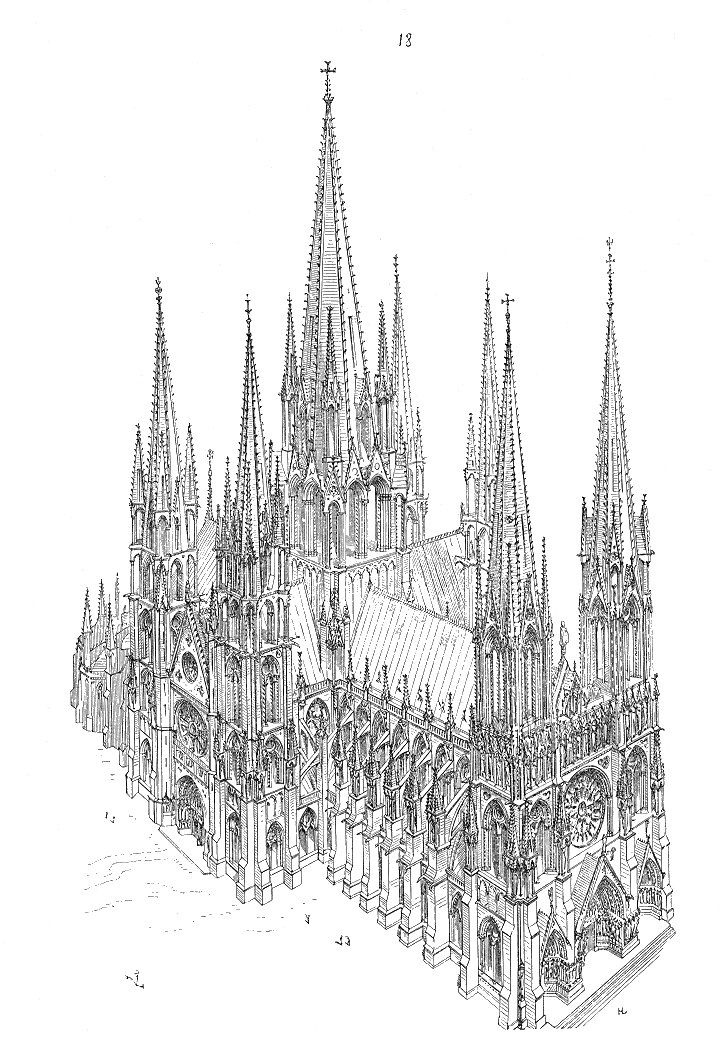
كاتدرائية قوطيّة يعبر فيها فيوليه لو دوك عن الرغبة للوصول لارتفاعات عالية.

شارك فيوليه لو دوك في ثورة يوليو 1830 التي أطاحت بتشارلز العاشر، وذلك بتشييده لحاجز، حيث كان أول مشروع بناء معروف له. أصبح والده بعد الثورة رئيسًا لمكتب المساكن الملكيّة. ولقد استحدثت الحكومة الجديدة لأول مرة منصب المفتش العام للآثار التاريخيّة، حيث كان عمّه يشغل هذا المنصب، والذي أخذه معه في جولة طويلة في فرنسا لمشاهدة المعالم الأثريّة. ولقد سافروا خلال 1831 إلى جميع أنحاء جنوب فرنسا، وعاد مع مجموعة كبيرة من اللوحات التفصيليّة والألوان المائيّة للكنائس والآثار، والتي كان يبيعها في بعض الأحيان بسعر باهظ.
عُيِّن فيوليه لو دوك عام 1834 أستاذًا مساعدًا للديكور الزخرفي في المدرسة الملكيّة للفنون الزخرفيّة، والذي أعطاه دخلاً أكثر انتظامًا. وقد استطاع من خلال بيع رسوماته واللوحات، الانطلاق مع زوجته في جولة طويلة حول الآثار في إيطاليا، وزيارة روما والبندقية وفلورنسا وغيرها من المواقع لرسمها. لقد بدأ يعرض لوحاته في صالون باريس عام 1838، كما بدأ بالعمل على كتاب عن الكنائس المرسومة خلال جولاته التي قام بها بين عامي 1838 و 1844، والتي بلغت ما يقرب من ثلاثمائة لوحة.
كان فيوليه لو دوك عضوًا في الأكاديمية الملكية للفنون والأكاديمية الأمريكية للفنون والعلوم. مع نهاية القرن التاسع عشر، أطلق تقييمًا جديدًا للعمارة القوطيّة معتمدًا في ذلك على خبرته الطويلة في عمله بصيانة الكنائس القوطيّة القديمة في فرنسا، إذ رأى أن العمارة القوطيّة تعكس النظام الإنشائي بصدق وصراحة، بعكس العمارة الكلاسيكيّة التي لم يرى فيها أي علاقة بين طريقة الإنشاء وما يعكسه المظهر الخارجي.

## أعماله بالترميم

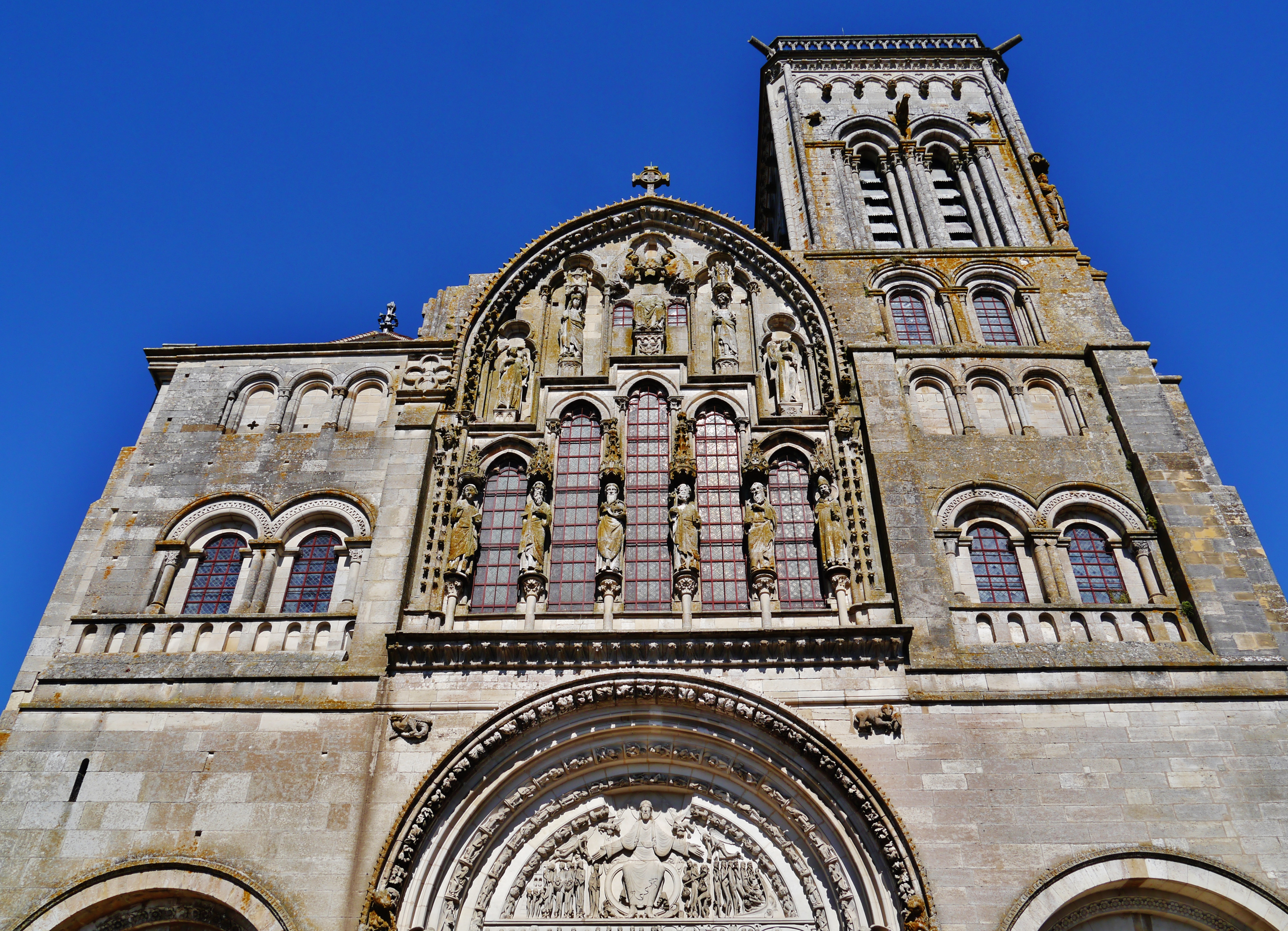
دير فيزيلاي في وسط فرنسا، أول مبنى يرممه فيوليه لو دوك عام 1840.

لقد ظهر فكر الترميم في القرن التاسع عشر كمدرسة فكريّة ضمن البيئة المبنيّة التي يُسمح فيها بتحسين مبانيها التاريخيّة، بل وأحيانًا تكتمل باستخدام المواد والتصاميم والتقنيات الحاليّة. وبهذا، فهي تشبه إلى حد كبير نظريّة الحداثة، باستثناء أنها لا تدعو إلى تدمير المنشآت القديمة. ويُعد فيوليه لو دوك واحدًا من أكثر المؤيدين والمتحمسين لهذه المدرسة الفكريّة في ذلك الوقت.
لقد تم تعيينه في عام 1838 وبتوصية من أخيلي ليكلير، المهندس المعماري الذي تدرب معه، كنائب لمفتش توسعة فندق سوبيس في باريس، الموطن الجديد للأرشيف الوطني الفرنسي. وعلى الرغم من أنه كان في العشرينيات من عمره ولم يكن لديه أي شهادة في الهندسة المعماريّة، فقد طلب الذهاب إلى أربونة لاقتراح مُخططًا لإنجاز الكاتدرائيّة هناك. لقد قام بوضع أول مُخطط له، والذي تضمّن استعادة أقدم أجزاء البناء، إلاّ أن السلطات المحليّة رفضت مشروعه ووصفته بأنه طموح ومكلف للغاية. يُعتبر دير فيزيلاي في بورغندي وسط فرنسا أول مشروع يقوم بترميمه فيوليه لو دوك عام 1840. من أهم أعمال يوجين فيوليه لو دوك بالترميم:
- كاتدرائية نوتردام دو باري، باريس (رُمِّمت بين 1845 و 1870)
- قصر فانسن، باريس ( رُمِّم حوالي 1860)
- المدينة المسوَّرة، قرقشونة ( رُمِّمت بين 1853 و 1879)
- بازيليكا سانت سرنين، تولوز ( رُمِّمت بين 1860 و 1880)
- قصر بييرفوند ( رُمِّم بين 1857 و1885)
- كاتدرائية لوزان، سويسرا ( رُمِّمت بين 1874 و1910)

صور

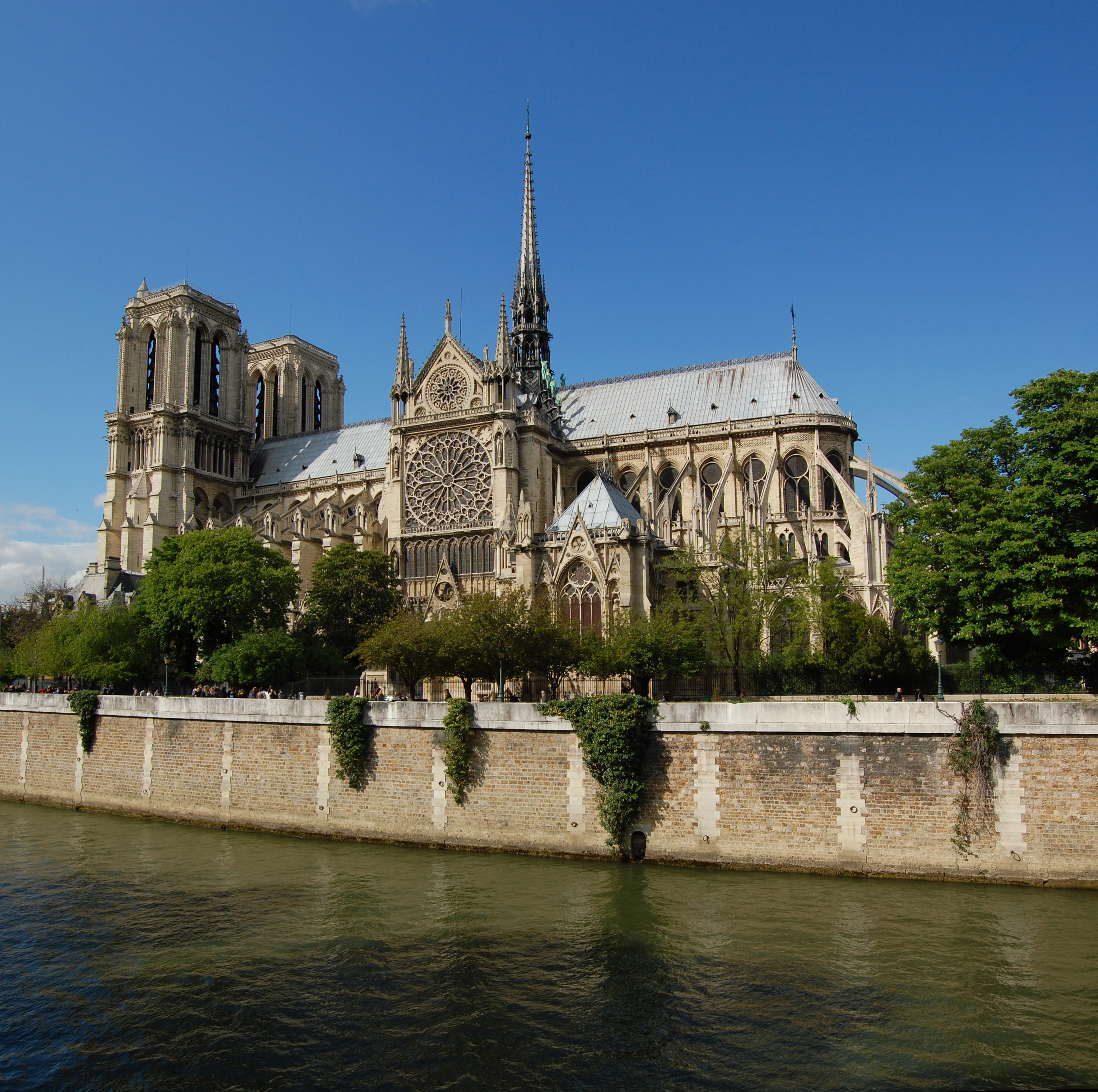
كاتدرائية نوتردام دو باري
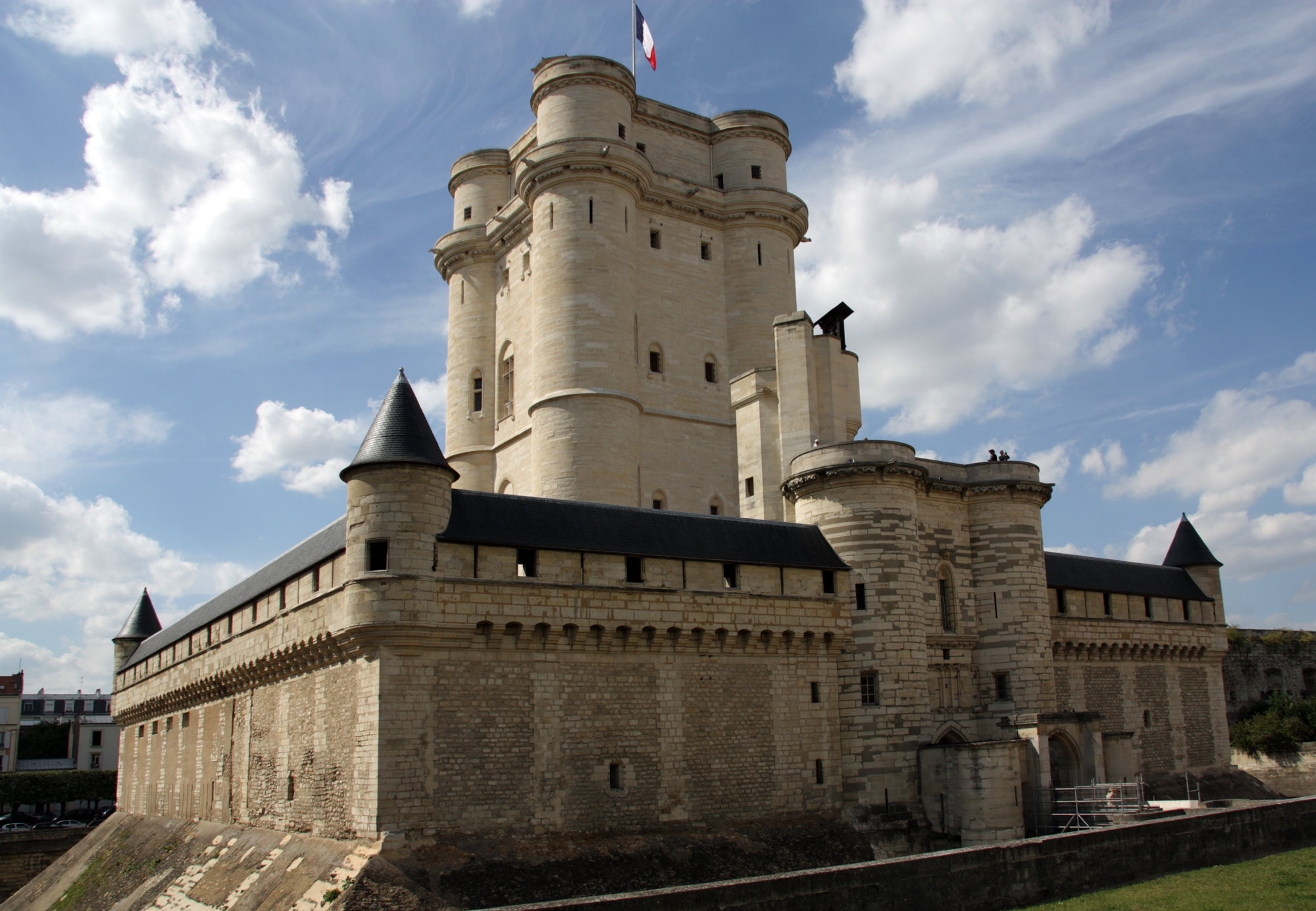
قصر فانسن
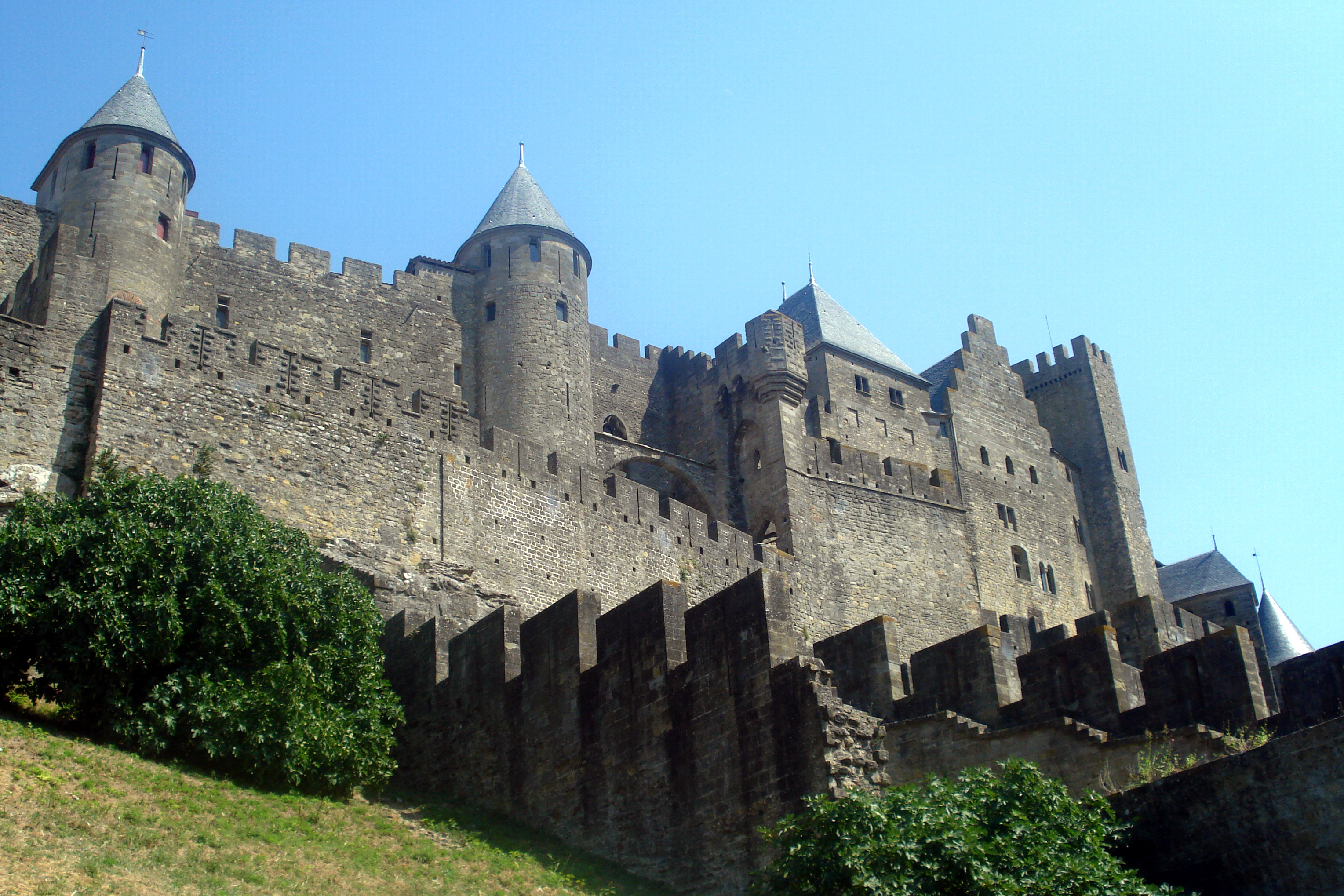
المدينة المسوَّرة، قرقشونة
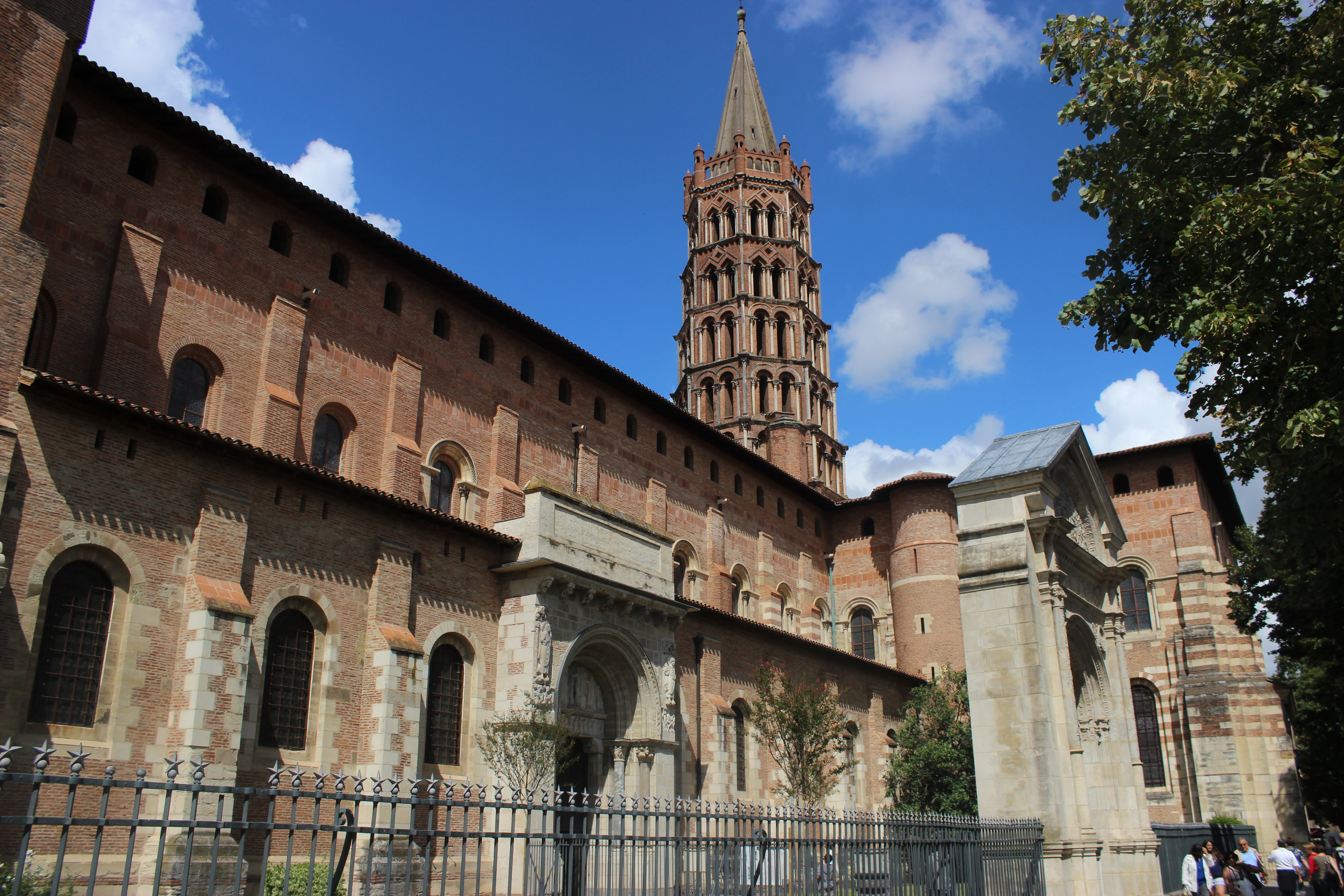
بازيليكا سانت سرنين، تولوز
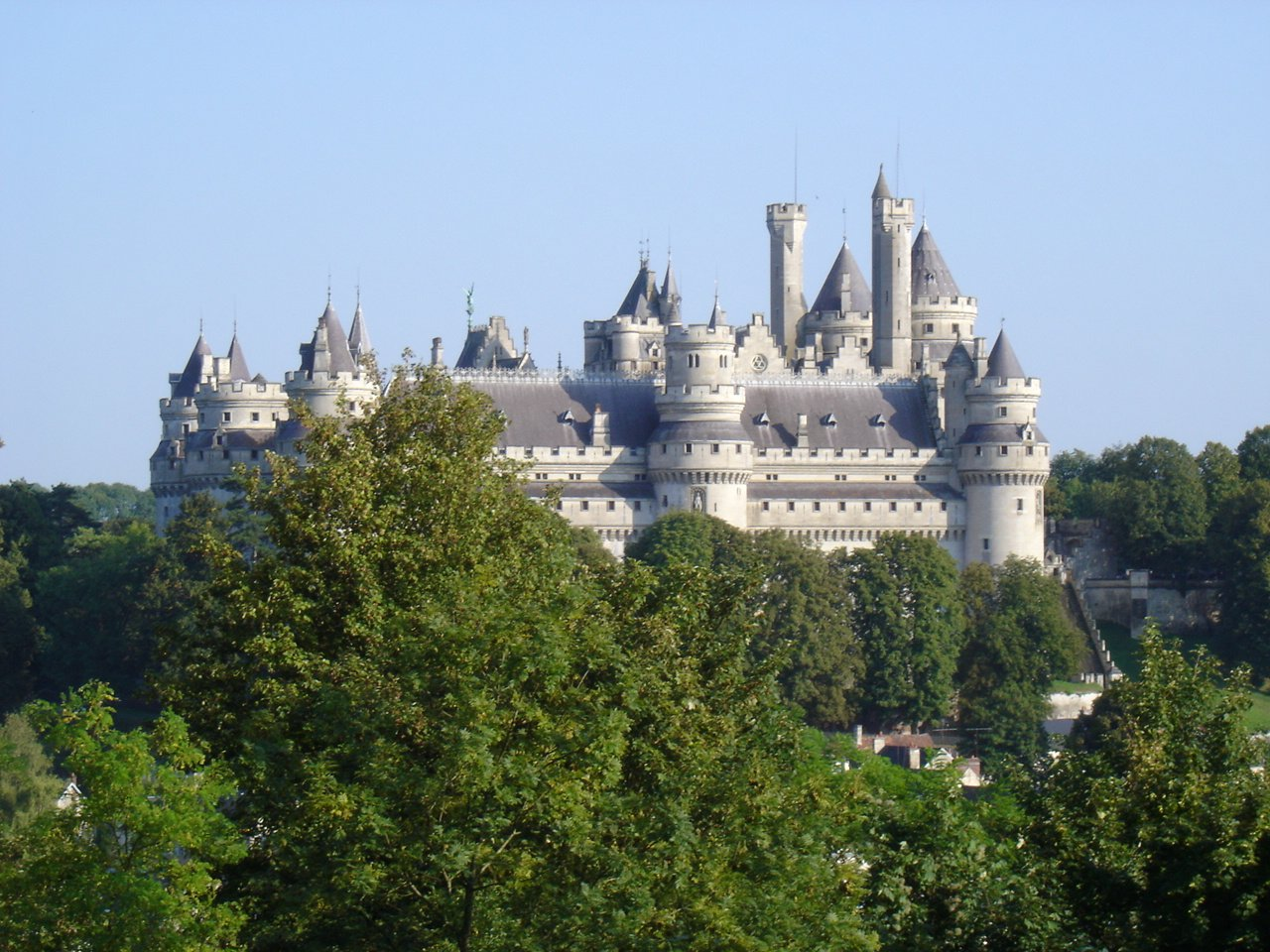
قصر بييرفوند
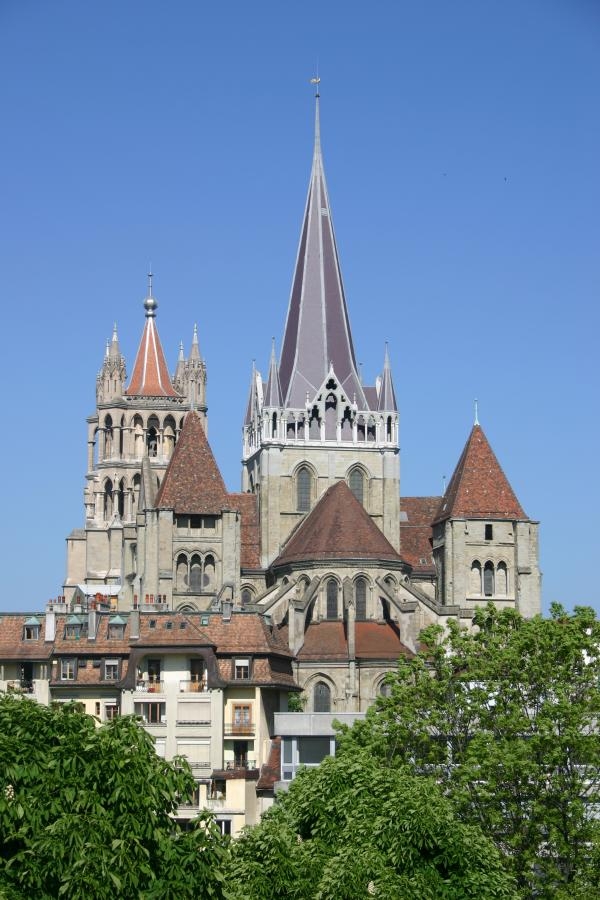
كاتدرائية لوزان

## وصلات خارجية
- يوجين فيوليه لو دوك على موقع الموسوعة البريطانية (الإنجليزية)

- مؤلفات يوجين فيوليه لو دوك في مشروع غوتنبرغ
- أعمال أو نبذة عن يوجين فيوليه لو دوك على أرشيف الإنترنت
- Chisholm, Hugh, ed. (1911). "Viollet-le-Duc, Eugène Emmanuel" . Encyclopædia Britannica (بالإنجليزية) (11th ed.). Cambridge University Press. Vol. 28. pp. 107–108.